# Tazumal
El jaciment arqueològic Tazumal està situat en el cor del municipi de Chalchuapa, departament de Santa Ana, El Salvador, a vuitanta quilòmetres a l'oest de la capital. Aquesta zona és dins de l'àrea arqueològica de Chalchuapa, la superfície aproximada de la qual és de 10 km² i també s'hi localitzen els jaciments de Pampe, Casa Blanca, El Trapiche i Las Victorias. Chalchuapa fou un lloc que rebé la influència de Copán i la influència teotihuacana i tolteca.

## Estructures
Tazumal comprén una sèrie d'estructures que foren l'escenari d'un important i sofisticat assentament maia que existí al 100 - 1200 de. Les restes inclouen sistemes de drenatge d'aigua, tombes, piràmides i temples. El seu major desenvolupament correspon a l'horitzó clàssic (250 a 900 de). Des del 900 de s'hi construí una piràmide d'estil tolteca i un joc de pilota, entre d'altres. Al voltant del 1200 de fou abandonat definitivament.
L'Estructura 1 és un basament o plataforma amb diverses estructures al damunt: en total arriba als 24 m d'alçada i fou construïda durant el període clàssic (100 al 800 de). L'Estructura 2 és una plataforma terrassada que data del període postclàssic, així com les estructures 3 i 4, que indiquen l'existència d'un joc de pilota. Foren diverses les influències que rebé la zona en altres èpoques, per la qual cosa és possible trobar-hi rastres de cultures com la teotihuacana, la de Copán i la tolteca, entre d'altres. La mescla d'aquests trets culturals fan d'aquesta regió un territori notablement ric en expressions artístiques i arquitectòniques.

### Estructura 1
L'edifici principal, conegut com a B1-1, és un basament semirectangular i sobre el qual s'alça un conjunt d'estructures. La seua construcció és d'estil maia sud-oriental i es feu de pedra i fang recobert amb una capa de fang. Ara és recoberta amb ciment (restauració dels anys 40). La construcció estava tapada amb terra i formava un monticle arbrat desconegut durant molts anys.
Les estructures que formen part d'aquest conjunt són: la piràmide probablement coronada per un temple (anomenada B1-1a), dues plataformes situades al costat nord de la Gran Plataforma (conegudes com a B1-1b i B1-1c), una estructura de columnes situada al costat oest de la plataforma que està formada per dues habitacions i una àrea central (aquesta estructura és coneguda com a edifici de columnes i s'anomena B1-1d); un oratori o altar enmig de la piràmide (coneguda com a B1-1i), i finalment un espai probablement ocupat com a joc de pilota situat als costats sud i est de la plataforma.

#### Procés de construcció
L'estructura B1-1 és l'edificació més antiga de Tazumal: el seu procés de construcció començà a principis del període clàssic primerenc (100 - 600 de), i les últimes modificacions en foren del final del període clàssic tardà (600 - 900 de).
Primerament, a principis del període clàssic primerenc, es construïren quatre plataformes o basaments en un punt cardinal (oest, nord, est i sud), tot i que també és probable que només se'n construïren 3 basaments (oest, nord i sud).
El basament principal era l'oest, on es troba l'anomenat edifici de columnes o B1-1d, que inclouria 7 fases constructives, cada fase es construiria damunt de l'altra, per la qual cosa el basament es faria més gran en cada fase. Es desconeix els detalls arquitectònics de les fases 1 i 2; mentre que la fase 3 consisteix a un basament (amb una grandària de 27 m de llarg, 7 m d'ample i 3,43 d'alçada) format per dos cossos de talús, una escala amb cabirons al costat oest i un edifici que constava de deu columnes: 4 columnes formaven un espai d'entrada al costat oest i s'hi formava una sortida al costat est; la fase 4 conserva el mateix estil arquitectònic de la fase anterior (tant en el basament com en l'edifici), amb la diferència que el basament és 2,5 més gran que el de la fase anterior; la fase 5 és un basament amb tres cossos de talús i és 2,6 més gran que el de la fase 3; les fases 6 i 7 usaren el mateix basament i edifici de columnes de la fase 5, amb la diferència que l'escala es va anar fent més gran en cada fase; l'última fase (la fase 7) dataria de finals del període clàssic primerenc.
A partir de la tercera fase de l'edifici, es construiria un temple darrere del basament oest, i aquest es convertiria en la façana i el costat per on entrar al temple. També se'n podria haver destruït el basament est, si és que va existir, per tenir més espai per a la construcció del temple principal.
El temple principal inclouria quatre fases arquitectòniques, totes fetes de fang. El pis superior de la fase 1 es trobava a una altura de 4,70 m, tant d'aquesta fase com de la següent (fase 2, que va cobrir per complet a l'estructura de la fase anterior) es desconeixen les dades arquitectòniques; la fase 3 té un pis superior que es trobava als 4,28 m d'altura, contenia una banqueta i una columna al pis superior, i 5 graderies; la fase 4 va cobrir l'anterior i tenia la seua mateixa forma: el seu pis superior estava a una altura de 5,10 m, incloïa 6 graderies i un adossament de graderies amb direcció sud-nord (a causa que la graderia més baixa sembla haver estat enterrada en gran part, és probable que aquesta fase tinguera dues etapes); la fase 5 en cobrí l'anterior amb tova i pedres, i tenia tres graderies amb direcció sud-nord que aprofitaren el mur de la fase anterior.
En algun moment, encara en el període clàssic primerenc, s'omplí l'espai entre els basaments per crear la Gran Plataforma. Del període clàssic primerenc daten també l'estructures B1-1b i B1-1c.
A començaments del període clàssic tardà (600 - 900 de) es construí l'estructura B1-1a (la piràmide) que cobrí el temple original: l'engrandiren i remodelaren a gran escala tres voltes; al seu torn la piràmide té un eix diferent al del temple principal, la qual cosa podria indicar un canvi en el grup dirigent.
La primera fase arquitectònica de la piramide és sobretot de llosella, i el pis superior es troba a una altura de 5,50 m; les fases 2 i 3 estan fetes amb pedres i còdols; l'estructura B1-1i dataria d'aquest temps i es cobriria amb una ampliació de la piràmide, que seria la darrera fase (fase 3), l'últim engrandiment de la piràmide abans de la restauració dels anys 1950.

### Estructura 2
Al costat de l'estructura B1-1 es troba l'estructura B1-2, molt més petita, que presenta totes les característiques de ser tolteca.
Per construir-la, s'enterrà 1 m de l'estructura B1-1, però sense impedir-ne l'accés.

#### Fases de construcció
Aquesta estructura tingué sis fases constructives, la darrera del 1950.
De la fase 1 es coneixen poques dades, és l'estructura més petita i compta amb un mur de maçoneria amb pedres sortints.
L'estructura de la fase 2 era esglaonada, i tenia tres cossos amb murs de maçoneria amb pedres sortints; contenia llosetes als pisos i vores dels passadissos; després se'n construí una ampliació vertical (2B), en la meitat del tercer cos.
La fase 3 comprén un basament de 4 cossos que s'edificà per etapes (engrandiments): primer un d'horitzontal (fase 3A) i després un de vertical (fases 3B i 3C); en la fase 3A es construïren els 2 cossos inferiors de l'estructura; en la fase 3B s'amplià el segon cos i se'n construí el tercer: aquesta ampliació era coronada per un temple format per 3 habitacions davant de les quals hi ha un corredor central on es troben 4 columnes que degueren sostenir el sostre d'una avantsala; en la fase 3C es cobrí aquest temple amb una ampliació vertical: aquesta fase té un estil arquitectònic de maçoneria amb pedra basta, amb decoració de pedres sortints o espigolades i llosetes a les vores dels passadissos.
La fase 4 és un basament de 5 cossos, que inclou dues subfases: 4A i 4B; la 4A té murs verticals de més alçada i altres de retallats. La fase 4B és un engrandiment del primer cos, el qual presenta un mur talús. Les fases 4A i 4B mantenen la tradicional maçoneria amb pedres espigolades en la decoració.
La fase 5 es forma per ampliacions verticals de talussos de maçoneria, que s'assemblen successivament i s'acoblen a l'arquitectura de la fase anterior. La 5A és un talús en el primer cos que s'adhereix al talús de la fase 4B; en la 5B es construeix un talús en el segon cos que s'adhereix a la maçoneria de la fase 4A; la construcció d'altres cossos de l'estructura es desconeix a causa de la degradació del monticle. Els talussos que formen aquesta fase tenen pedra tosca vermella petita amb una lleugera capa d'estuc blanc; al seu torn, aquesta fase anul·la per complet les pedres sortints de la maçoneria.

## Troballes i excavacions
Una de les escultures més importants trobades en aquest jaciment lloc és l'estela de Tazumal, més coneguda com la marededeu del Tazumal, amb 2,65 m d'alçària i 1,16 d'ample: hi restà plasmat un personatge amb rics abillaments sostenint un ceptre.
Aquesta escultura, trobada per l'historiador Santiago I. Barberena al 1892, és al Museu Nacional.
També s'han trobat a Tazumal 23 tombes amb ofrenes funeràries que inclouen gairebé 400 atuells de fang, a més d'orelleres, arracades, collarets, espills, anells, destrals de jadeïta, jous, pirita llaurada, perles i altres utensilis.
El jaciment de Tazumal fou documentat formalment el 1940 per l'arqueòleg Stanley Boggs, que hi identificà 13 estructures (d'aquestes, 7 se n'han inclòs en el jaciment arqueològic cerimonial i residencial de Nou Tazumal), des de plataformes petites fins a un monticle gran esmentat per Barberena, amb 24 m d'altura. En aquesta època Tazumal fou danyada per la seua proximitat al centre urbà de Chalchuapa, perquè s'extreia terra de les estructures per fer maons de tova i se'n construí un tanc d'aigua sobre el monticle principal.
El 1942, l'arqueòleg Boggs començà la primera de 12 temporades de recerca. La major part de les excavacions es feren en l'Estructura 1, per ser la construcció major i per rescatar-ne informació a causa dels danys que estava experimentant.
Durant aquest període, Boggs feu obres de conservació i reconstrucció en les estructures 1 i 2, en què utilitzà ciment. L'àrea de major reconstrucció en fou la nord de l'Estructura 1, que havia estat seriosament danyada per l'extracció de terra. La magnitud d'aquesta reconstrucció i l'ús de ciment s'han criticat molt, però és evident que en aquell moment ho feren perquè Tazumal no se seguira destruint.
En el 2004 part de l'estructura 2 s'esfondrà, i començaren unes excavacions que han revelat el veritable rostre de la piràmide: s'hi han trobat moltes evidències que confirmen que en el postclàssic primerenc Tazumal era part de l'Imperi tolteca.
Durant una excavació d'exploració al 2006 s'hi trobaren una sèrie de graons, paral·lels a l'escala principal de l'estructura 1 de Tazumal; aquests graons estan sota l'estructura 2, la qual va ser construïda damunt sense impedir l'accés a l'estructura 1: potser els constructors de l'estructura 2 usaren també l'estructura 1 durant el període postclàssic primerenc o epiclàssic.

## Galeria

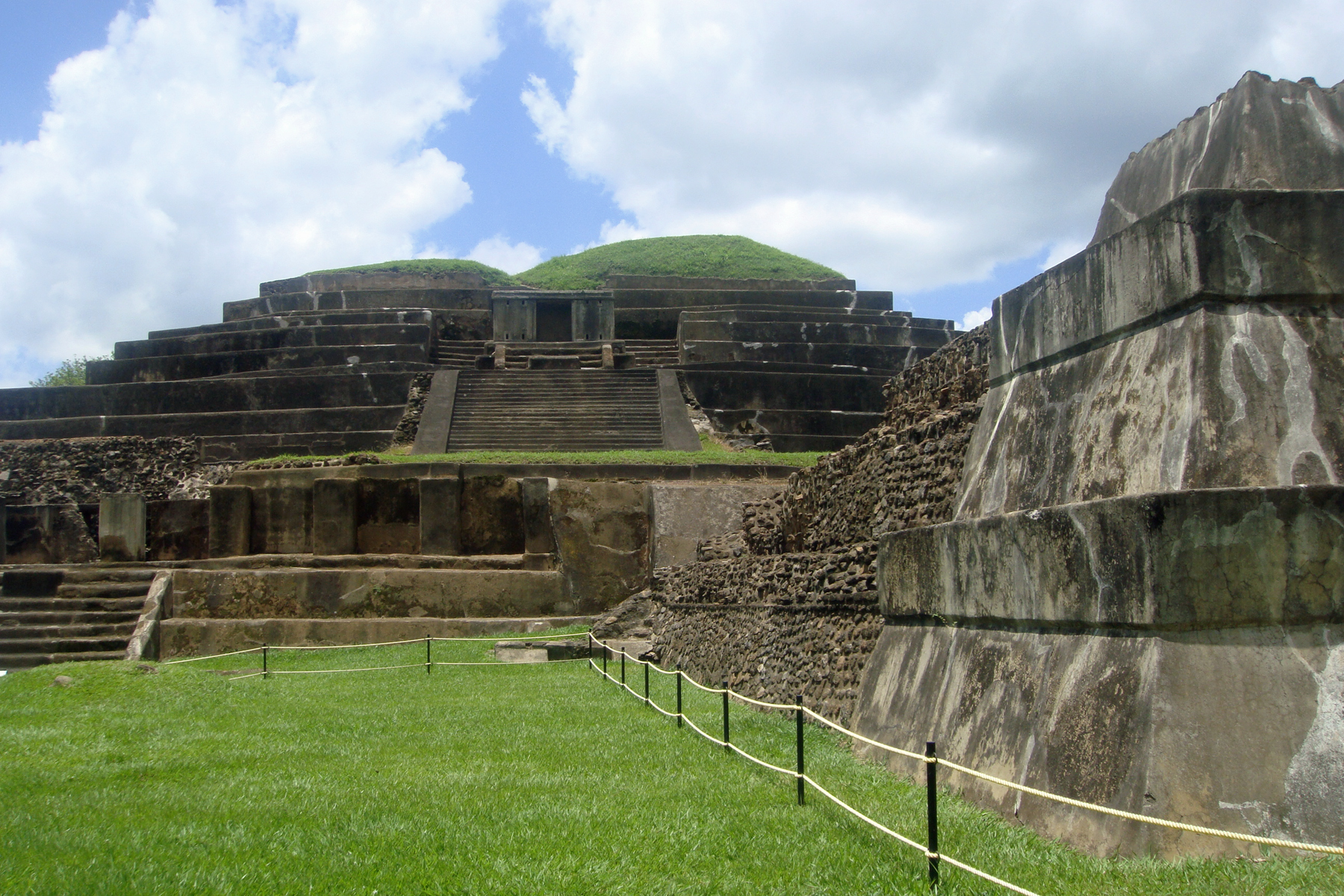
Costat oest de la piràmide de Tazumal (estructura B1-1) al fons. Estructura B1-2 a la dreta
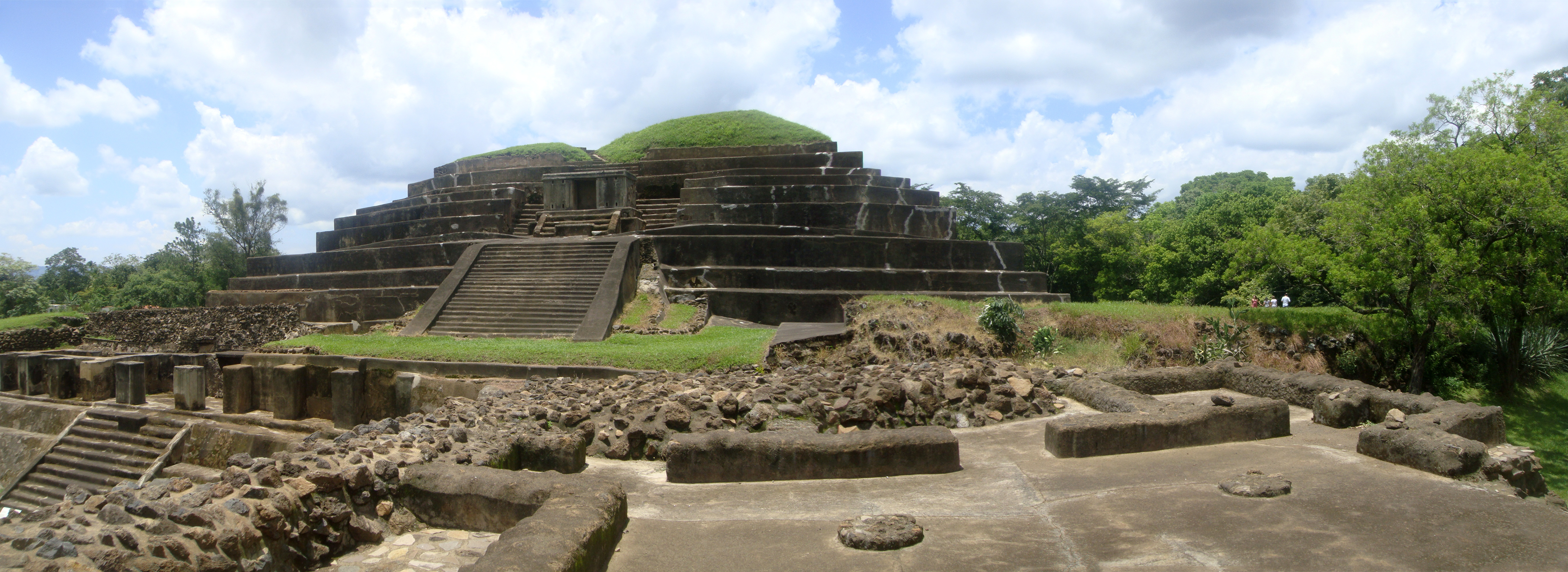
Costat oest de la piràmide de Tazumal (estructura B1-1) vista des de la part superior de l'estructura B1-2
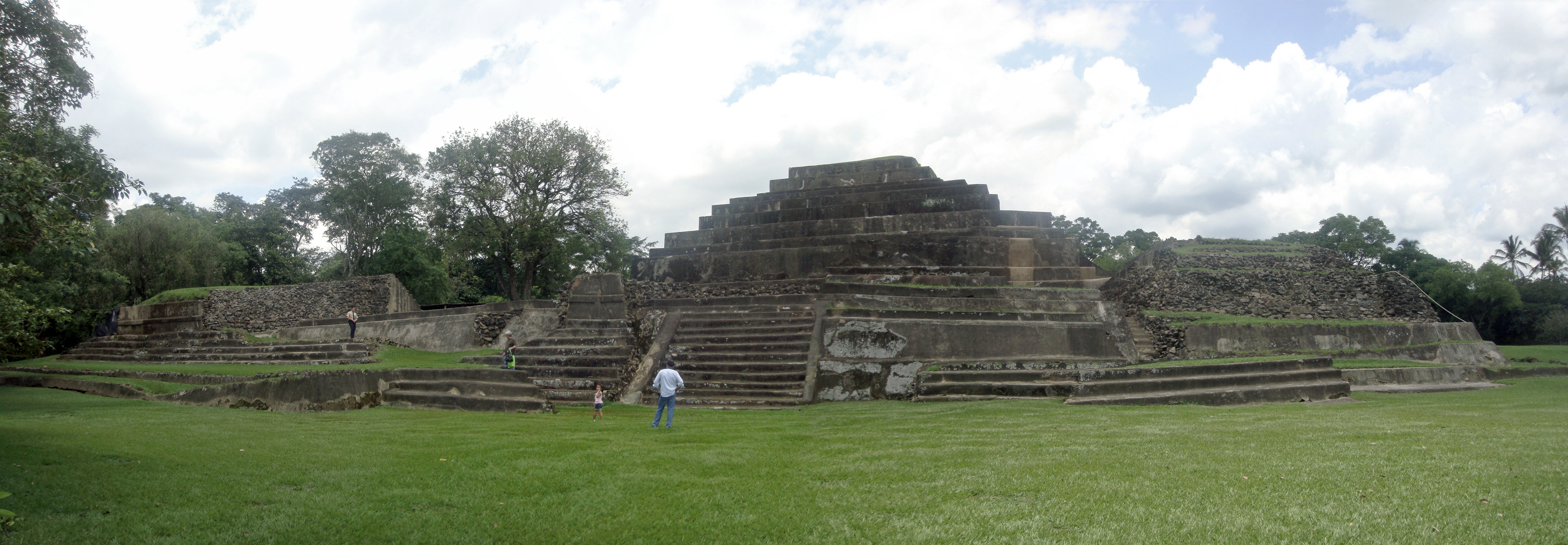
Vista panoràmica del costat nord de la piràmide de Tazumal (estructura B1-1)
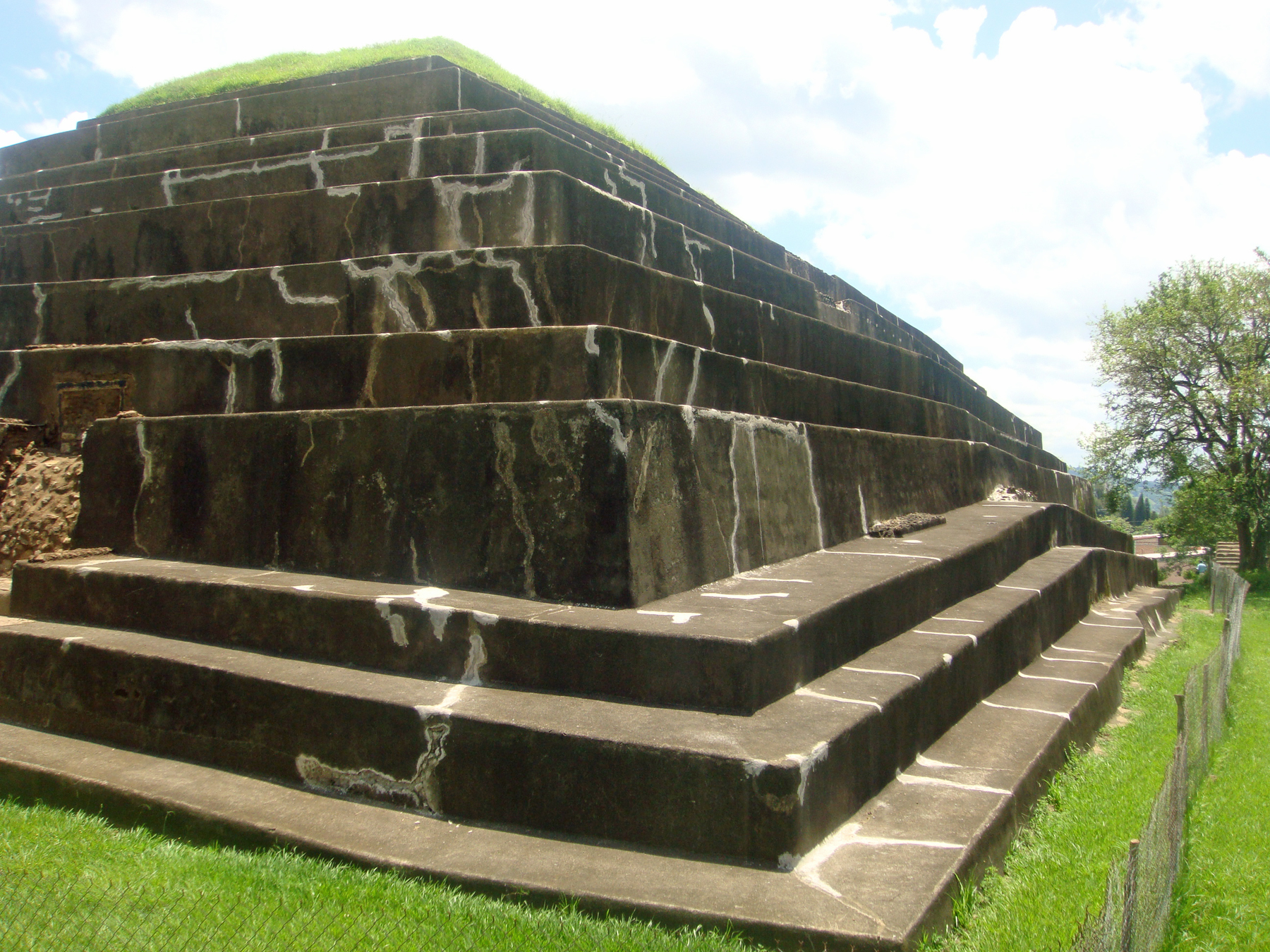
Costats sud i est de la part superior de la piràmide de Tazumal (estructura B1-1)
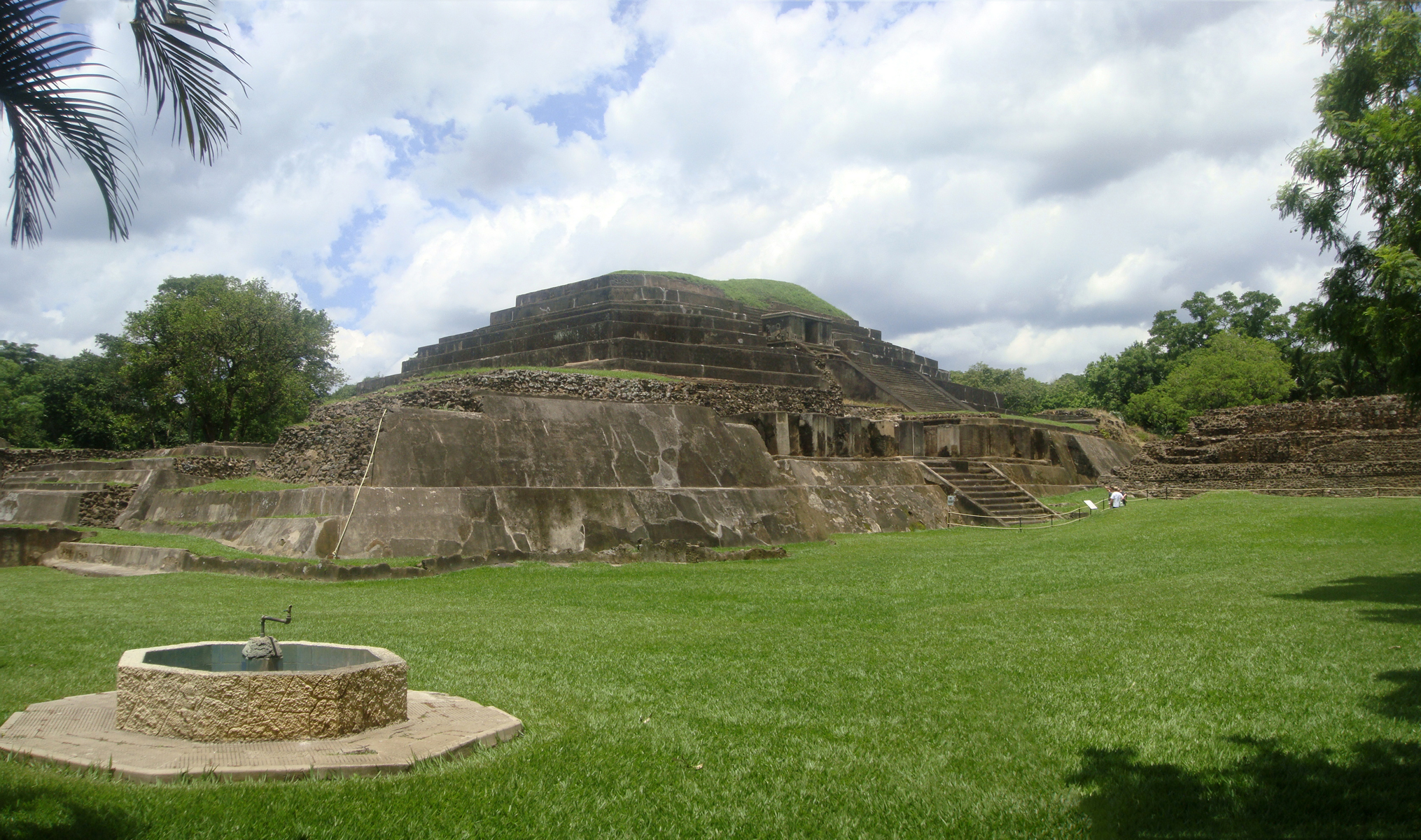
Vista panoràmica de la piràmide de Tazumal
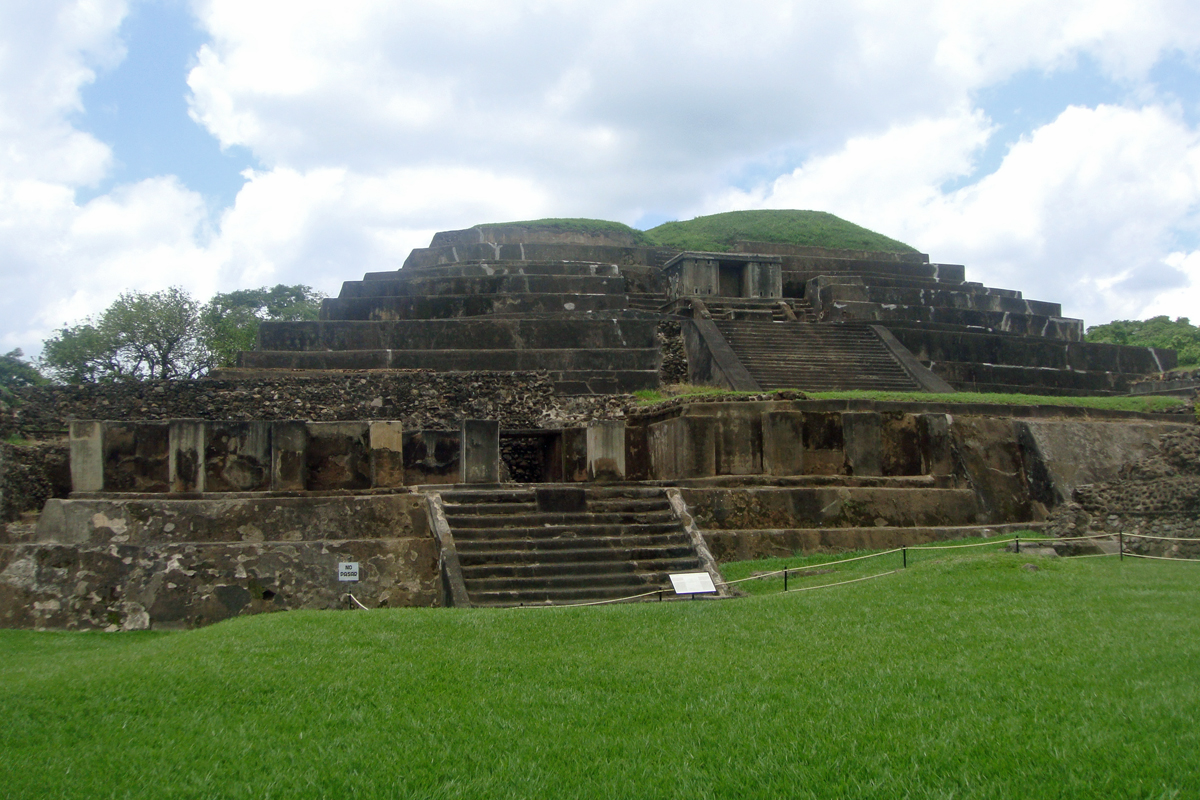
Costat oest de la piràmide de Tazumal (estructura B1-1)